# 白沉
白沉（1922年5月22日—2002年11月5日）原名田祖恒，曾用名田荒，原籍安徽怀远，生于江苏苏州，中华民国及中华人民共和国话剧及电影演員、劇作家、導演。

## 生平
1922年，白沉生于江苏苏州。1935年，自上海持志学院附中肄业。1938年，进入“持志业余剧社”、“戏剧交谊社”，开始从事话剧表演。1939年参加新四军，在皖南新四军军服务团、鲁迅艺术工作团担任演员。1941年后，历任上海剧艺社、上海美谊剧社、上海艺术团、上海联谊剧社等话剧团体的演员，主演《恋歌》、《钟楼怪人》、《满江红》、《文天祥》等话剧剧目。
1946年，白沉赴英屬香港，步入电影界，在朱石麟導演身邊做副導演。他先后在大中华电影企业公司、永华影业公司、五十年代影业公司、龙马影业公司等电影公司担任副导演、导演。
白沉与欧阳予倩共同导演了戏曲片《渔夫恨》。在该电影中，白沉通过写意与写实场景的结合丰富了画面的层次，用三轮摄影机拍摄长镜头，从而充分展现了人物性格。
白沉与顾而已、舒適合作导演了故事片《神·鬼·人》；与齐闻韶合作编写了电影剧本《一板之隔》，以小人物的视点反映现实。该创作特点后来延续到白沉的全部创作中。1949年到1950年間，白沉在香港執導俞振飛、馬連良、張君秋主演的4部彩色京劇電影《玉堂春》、《梅龍鎮》、《漁夫恨》、《借東風》，鼓師張世恩，琴師李慕良、何順信。1952年，白沉因参加爱国民主运动，遭到港英政府驱逐出境，同年回到上海，任上海电影制片厂导演。
1954年，白沉執導京剧电影《蓋叫天舞台藝術》，鼓師王燮元（職稱指揮），保存紀錄了京剧演员蓋叫天的京劇表演藝術。1955年，白沉导演的电影《南岛风云》获文化部1949至1955年优秀影片二等奖。1957年反右運動中，白沉被劃为“右派”。1962年，白沉到安徽省話劇團工作，任安徽省话剧团演员、导演。
1979年，白沉回到上海电影制片厂任导演。1983年白沉导演了故事片《大桥下面》，以朴实的手法讲述了上海回城男女知青个体户的生活故事，获得了极大成功，本片获得文化部1983年优秀影片一等奖，本片女主角龚雪于1984年获金鸡奖最佳女主角奖与百花奖最佳女演员奖。1985年，白沉导演了《秋天里的春天》，获得广电部1985年优秀影片奖、上海第一届文学艺术奖。1991年，白沉导演的《落山风》获哈尔滨冰雪节优秀影片奖银杯奖。
2002年11月5日，白沉在上海病逝。

## 作品
导演作品：
- 《渔夫恨》（1950年）
- 《玉堂春》（1950年）
- 《梅龙镇》（1950年）
- 《借东风》（1950年）
- 《误佳期》（1951年，朱石麟、白沉导演）
- 《神·鬼·人》（1951年，顾而已、白沉、舒適导演）
- 《一板之隔》（1952年，朱石麟、白沉导演）
- 《生与死》（1953年，朱石麟、白沉、岑范导演）
- 《盖叫天的舞台艺术》（1954年）
- 《南岛风云》（1955年）
- 《十天》（1980年）
- 《大桥下面》（1983年）
- 《秋天里的春天》（1985年）
- 《落山风》（1990年）

剧作作品：
- 《花姑娘》（1950年，取材自莫泊桑的《羊脂球》）
- 《一板之隔》（1952年，与齐闻韶合作）
- 《十天》（1980年，与李英敏合作）
- 《三角地的初春》（1981年）
- 《大桥下面》（1983年）

表演作品：
- 《长相思》（1946年）
- 《春之梦》（1947年）
- 《怨偶情深》（1948年）

## 延伸阅读
- 徐如中，白沉谈《大桥下面》的创作，电影艺术1984年03期
- 利星，抒发这一代青年的美好心灵——白沉导演谈《大桥下面》，电影评介1984年03期